# Saint-Trivier-de-Courtes (tổng)
Tổng Saint-Trivier-de-Courtes là một tổng của Pháp nằm ở tỉnh Ain trong vùng Rhône-Alpes.

## Địa lý
Tổng này được tổ chức xung quanh Saint-Trivier-de-Courtes ở quận Bourg-en-Bresse. Độ cao ở đây từ 178 m (Saint-Jean-sur-Reyssouze) đến 223 m (Cormoz) với độ cao trung bình 212 m.

## Hành chính
| Giai đoạn | Ủy viên    | Đảng | Tư cách |
| --------- | ---------- | ---- | ------- |
| 2004-2010 | Jean Pépin |      |         |

## Số đơn vị
Tổng Saint-Trivier-de-Courtes groupe 12 xã và có dân số 5 004 dân (theo điều tra dân số năm 1999, số lượng không tính trùng).
| Xã                         | Dân số | Mã bưu chính | Mã insee |
| -------------------------- | ------ | ------------ | -------- |
| Cormoz                     | 512    | 1560         | 01124    |
| Courtes                    | 218    | 1560         | 01128    |
| Curciat-Dongalon           | 404    | 1560         | 01139    |
| Lescheroux                 | 597    | 1560         | 01212    |
| Mantenay-Montlin           | 246    | 1560         | 01230    |
| Saint-Jean-sur-Reyssouze   | 579    | 1560         | 01364    |
| Saint-Julien-sur-Reyssouze | 514    | 1560         | 01367    |
| Saint-Nizier-le-Bouchoux   | 546    | 1560         | 01380    |
| Saint-Trivier-de-Courtes   | 935    | 1560         | 01388    |
| Servignat                  | 135    | 1560         | 01406    |
| Vernoux                    | 127    | 1560         | 01433    |
| Vescours                   | 191    | 1560         | 01437    |

## Biến động dân số
| 1962                                                     | 1968  | 1975  | 1982  | 1990  | 1999  |
| -------------------------------------------------------- | ----- | ----- | ----- | ----- | ----- |
| 5 811                                                    | 6 498 | 5 786 | 5 335 | 5 158 | 5 004 |
| Nombre retenu à partir de 1962 : dân số không tính trùng |       |       |       |       |       |